# La Nouvelle Maud
La Nouvelle Maud est une série télévisée française en douze épisodes de 52 minutes créée par Marc Kressmann, Carine Hazan, Emmanuelle Rey-Magnan et Pascal Fontanille, diffusée entre le 5 juin 2010 et le 7 avril 2012 sur France 3.

## Synopsis
Maud, une stripteaseuse à Paris, est forcée de revenir dans son village d'enfance après la mort de son frère Étienne. Son retour va faire réapparaître les rancœurs et les jalousies.

## Fiche technique
- Producteurs : François Aramburu et Pascal Fontanille
- Réalisateur : Bernard Malaterre
- Scénaristes : Emmanuelle Rey-Magnan, Pascal Fontanille, Marc Kressmann
- Musique originale : Jean-Claude et Angélique Nachon
- Chorégraphie : Odile Bastien
- Directeur de la photographie : Dominique Brabant
- Décors : Christophe Ballu
- Costumes : Marie Jagou
- Coiffure : Martine Guay
- Société de production : Merlin productions

## Distribution

### Acteurs principaux
- Emma Colberti : Maud Lambert
- Gérard Rinaldi : Michel Lambert
- Hugo Brunswick : Ben Lambert
- Marie Béraud : Lola Lambert
- Jules Rouxel : Pierrot Lambert
- Pierre Deny : Gérald « Gégé » Neveur
- Valérie Mairesse : Ghislaine Neveur
- Catherine Allégret : Hélène Ackert

### Acteurs récurrents
- Julie Ravix : Cathy Lambert
- Benjamin Baroche : Christophe Mercier
- Matthieu Boujenah : Yohan « Yoyo » Mercier
- Sophie Le Tellier : Alice Mercier
- Jean-Yves Gautier : Patrick Ackert (saison 1)
- Maurice Vaudaux : Patrick Ackert (saison 2)
- Karine Kermin : Christine Allaoui
- Khalid Berkouz : François Allaoui
- Alexandra Mercouroff : Véronique Cassard
- Sophie Barjac : Mauricette Mouchet
- Joseph Malerba : Alain Gil (saison 1)
- Pascale Ourbih : Lulabelle
- Olivier Bénard : Steve
- Gabrielle Atger : Cindy
- Julien Barbier : Pierrick (depuis la saison 2)
- Arnaud Binard : Capitaine Marc Soubeyrand (saison 2)
- Fabrice Deville : Cédric Bauchard (saison 2)
- Maëva Pasquali : Mathilde Bauchard (saison 2)
- Hélène Coulon : Soizic

### Acteurs secondaires
- Pierre Renverseau : Fabien Cassard
- Arnaud Binard : Capitaine Marc Soubeyrand
- Perle M'boyo : Amandine Mercier
- Juliette Boisson : Nelly Cassard
- Hélène Coulon : Soizic
- Olivia Lancelot : Martine
- Richard Keep : Colin
- Mathilde Wambegue : Madame Bardin
- Micheline Levchin : Lucette
- Didier Poulain : Jean-Luc Charot
- Julien Boissier-Descombes : Fred
- Thomas Blanchet : Gusse
- Moussa Oudjani : Nouredine Allaoui
- Carine Kermin : Christine Allaoui
- Khalid Berkouz : François Allaoui
- Dounya Hdia : Jocelyne
- Frans Boyer : Brice (saison 1)
- Xavier Pierre : Mr Dur (saison 1)
- Roby Schinasi : Guillaume Lachaud (saison 1)
- Vincent Domenach : Étienne Lambert (saison 1)
- Clément Moreau : Tadzio Bauchard (saison 2)
- Solène Hébert : Chiara Bauchard (saison 2)
- Nathalie Kirzin : Claudine Leclerc (saison 2)
- Jean-François Toulouse : Jackie Leclerc (saison 2)
- Fanny Krich : Justine Leclerc (saison 2)
- Raphaël Hidrot : Kevin (saison 2)
- Louis Eloy : Jules Mercier

## Production

### Tournage
La série a été tournée à Aubeterre-sur-Dronne.

## Épisodes

### Première saison (2010)

#### Épisode 1
- Réalisation : Bernard Malaterre
- Diffusion : 5 juin 2010
- Audience :  2,42 millions de téléspectateurs[1] (14,9 % de pda)
- Résumé : De retour dans son village natal d'Aubeterre après vingt ans d'absence, Maud apprend que son frère Etienne lui a légué le café familial et qu'il lui confie ses trois enfants. Il y a Ben et Lola, les deux adolescents, qui lui témoignent immédiatement leur animosité. Ils ne veulent pas d'elle. Pierrot, le petit dernier, 8 ans, est immédiatement sous le charme de cette tante mystérieuse, danseuse à Paris. Seulement, le village ne tarde pas à découvrir la signification du mot « danseuse » : la jeune femme était en réalité stripteaseuse. Aussitôt, elle doit faire face à un torrent d'incompréhension et de haine...

#### Épisode 2
- Réalisation : Bernard Malaterre
- Diffusion : 5 juin 2010
- Audience :  2,7 millions de téléspectateurs[1] (15,3 % de pda)
- Résumé : Michel, le père de Maud, a peur que sa fille découvre les véritables circonstances de l'accident de voiture qui a coûté la vie à Etienne. Elle, que son père a toujours considérée comme la mauvaise fille, découvre que son frère n'était pas le fils parfait.

#### Épisode 3
- Réalisation : Bernard Malaterre
- Diffusion : 5 juin 2010
- Audience :  2,9 millions de téléspectateurs[1] (17,8 % de pda)
- Résumé : Maud apprend la vérité sur la mort de son frère : il a été assassiné. Mais personne dans le village ne veut la croire, ni son père, ni Gégé, le chef de la gendarmerie locale. Elle cherche alors des preuves, quitte à déterrer les secrets enfouis de la famille d'Hélène, la femme du maire, son ennemie depuis le scandale qui bouleversa le village d'Aubeterre vingt ans plus tôt.

#### Épisode 4
- Réalisation : Bernard Malaterre
- Diffusion : 12 juin 2010
- Audience :  2,36 millions de téléspectateurs[2] (12,1 % de pda)
- Résumé : Maud est ravie d'apprendre que la troupe de théâtre Music-hall qu'elle a créée à Paris vient lui rendre visite au village. Même si ses amis artistes Lulabelle, Steve et Cindy font jaser les commères du village. Pourtant, ils ne se découragent pas. Le spectacle qu'ils donnent enchante tous les clients du café. Grâce aux recettes de la soirée, elle va permettre enfin à Maud de solder les dettes de jeux d'Etienne auprès d'Alain Gil, patron de boîte de nuit et petit mafieux local.

#### Épisode 5
- Réalisation : Bernard Malaterre
- Diffusion : 12 juin 2010
- Audience :  2,4 millions de téléspectateurs[2] (11,5 % de pda)
- Résumé : Au cours de l'une des soirées cabaret au café, Maud donne un numéro de danse qui rencontre un franc succès. Elle découvre, pour la première fois, de la fierté dans le regard de son père. Mais les recettes générées ravivent la cupidité d'Alain Gil, qui la rackette et menace de s'en prendre aux enfants si elle ne paye pas. Pour protéger Ben, Lola et Pierrot, Maud ne reculera devant rien !

#### Épisode 6
- Réalisation : Bernard Malaterre
- Diffusion : 12 juin 2010
- Audience :  2,7 millions de téléspectateurs[2] (17,3 % de pda)
- Résumé : Alors que Maud est en garde à vue, accusée à tort d'avoir voulu tuer Gégé, chef de la gendarmerie locale, ses ennemis de toujours comptent profiter de l'aubaine pour se débarrasser d'elle. Mais à présent, Maud peut compter sur l'aide de toute sa famille, son père en tête. La vérité pourra-t-elle enfin éclater ?

### Deuxième saison (2012)

#### Épisode 1
- Réalisation : Régis Musset
- Diffusion : 31 mars 2012
- Audience :  2,16 millions de téléspectateurs[3] (9,3 % de pda)
- Résumé : Rien ne change jamais à Aubeterre, petit village réputé pour sa jolie place du marché où Maud Lambert, une strip-teaseuse transfuge de Pigalle, tient un café. Volontaire et dévouée, la jeune femme s'y est définitivement installée. Elle aurait mérité de pouvoir enfin vivre en paix entre son commerce, l'éducation des trois enfants de son frère Etienne et quelques belles séances de strip-tease au Double Jeu. Mais son destin va l'entraîner une nouvelle fois vers des tentations, des secrets et des épreuves douloureuses. Comment Maud saura-t-elle résister à l'arrivée au village d'un parisien dont elle fut autrefois amoureuse ?...

#### Épisode 2
- Réalisation : Régis Musset
- Diffusion : 31 mars 2012
- Audience :  2,5 millions de téléspectateurs[3] (10,2 % de pda)
- Résumé : Alors qu'elle lutte contre les démons de son passé, Maud quitte son café en état d'ébriété. Justine, une jeune fille qui passait par là, est fauchée par une voiture et ne survit pas à ses blessures. Maud a-t-elle pris le volant ce soir-là ? Elle va devoir s'expliquer...

#### Épisode 3
- Réalisation : Régis Musset
- Diffusion : 31 mars 2012
- Audience :  2,5 millions de téléspectateurs[3] (12,3 % de pda)
- Résumé : Reconnue coupable de la mort d'Etienne, Hélène Ackert purge sa peine de prison. C'est alors que Maud apprend que la détenue pourrait bénéficier d'une remise de peine pour raisons médicales. Les rumeurs courent et les accusations pleuvent...

#### Épisode 4
- Réalisation : Régis Musset
- Diffusion : 7 avril 2012
- Audience :  2,08 millions de téléspectateurs[4] (9,2 % de pda)
- Résumé : Rien ne va plus à Aubeterre depuis la mort de Justine Leclerc. Cette fois, c'est Maud qui est victime d'un terrible accident de voiture. À demi inconsciente au bord de la route, elle parvient à appeler Christophe sur son téléphone portable. Le garagiste fait immédiatement intervenir les secours. Michel et Cathy accourent à son chevet. Cathy prétend que c'est Etienne qui lui a révélé de l'au-delà le danger que courait Maud. Michel est dépassé. Puis c'est au tour de Cédric de rendre visite à Maud à l'hôpital. Il lui avoue être toujours amoureux d'elle. Il se dit prêt à quitter Mathilde. Gégé reste persuadé que Christophe est le meurtrier de Justine. Selon lui, c'est aussi le garagiste qui a saboté la voiture de Maud...

#### Épisode 5
- Réalisation : Régis Musset
- Diffusion : 7 avril 2012
- Audience :  2,2 millions de téléspectateurs[4] (9,8 % de pda)
- Résumé : Cindy a été victime d'une agression très violente. Le docteur Cassard s'occupe d'elle, mais lorsque Maud l'interroge, la jeune fille refuse de parler. Gégé lit le journal intime de Justine, dans lequel elle évoque sa liaison avec Christophe, mais aussi avec un autre homme, qui n'est autre que Cédric Bauchard. Puis le gendarme se rend à son travail et Ghislaine découvre le journal ouvert sur la table. Maud, à bout de force après l'agression de Cindy, se réfugie dans les bras de Marc. Mais le baiser échangé à cette occasion ne signifie rien pour elle. Du moins tente-t-elle de s'en persuader. Le lendemain, Marc et Maud interrogent à nouveau Cindy. Elle se met enfin à parler et accuse Jean-Luc, le boucher...

#### Épisode 6
- Réalisation : Régis Musset
- Diffusion : 7 avril 2012
- Audience :  2,3 millions de téléspectateurs[4] (11,9 % de pda)
- Résumé : Maud apprend à Ben que Mathilde Bauchard va être arrêtée. Ben est jaloux de sa sœur, car Tadzio s'intéresse plus à elle qu'à lui. Au poste de gendarmerie, Gégé reproche à Marc ses méthodes d'interrogatoire qui semblent pourtant payantes : Mathilde leur révèle en effet ses véritables rapports avec Justine. Alors qu'elle prétendait jusqu'alors avoir embauché l'adolescente pour nettoyer la piscine, elle reconnaît l'avoir payée pour espionner Maud. C'est alors que Michel, affolé, appelle Maud à l'aide. Cathy semble avoir définitivement perdu la raison. Elle ne reconnaît plus ni son mari, ni sa fille. Pendant ce temps, Mathilde est libérée. Elle retrouve Cédric dans leur maison. La scène tourne au drame...

## Commentaires
Malgré de bonnes audiences lors du lancement de la série avec la première saison, la saison 2 peinera à faire décoller la série. Le 2 mai 2012, France 3 annonce que la série s'arrête faute d'obtenir des audiences suffisantes mais déclare ne pas remettre en cause la qualité des épisodes produits. La disparition de l'acteur Gérard Rinaldi est aussi une des causes de l'arrêt selon les producteurs et commanditaires de la série.
L'intégralité des épisodes est rediffusée sur la chaîne Téva le 1er août 2012, puis en mai et juin 2013.
La deuxième saison (l'été des rumeurs) est également rediffusée sur France 3 en première partie de soirée le samedi 17 et 24 août 2013. Les audiences du 17 août sont inférieures à 1,5 million de téléspectateurs et les aventures de Maud Lambert ne dépassent les 10 % de parts de marché que pour la diffusion de l'épisode 3. Celles du samedi suivant sont sensiblement identiques. La série a été diffusée en Pologne durant l'été 2015 sur TVP1.
Le générique de la série, est la chanson "Cry Cry" de la chanteuse allemande Oceana.